# Рапопорт, Дэн
Даниил Рапопорт (англ. Dan Rapoport; 30 апреля 1968, Рига — 14 августа 2022, Вашингтон, округ Колумбия) — американский инвестор и финансовый руководитель латышско-еврейского происхождения .

## Ранние годы
Родился в Риге, в Латвийской Советской Социалистической Республике в составе СССР.
Оба деда Рапопорта, еврейский и латышский, служили в ЧК.
В 1980 году семья эмигрировала в Соединённые Штаты после получения политического убежища и поселилась в Хьюстоне, штат Техас.

## Образование
Дэн Рапопорт окончил Хьюстонский университет в 1991 году, в 2015 году получил степень MBA в Мидлсекском университете в Лондоне.

## Трудоустройство
После окончания Университета Хьюстона Рапопорт вернулся в Россию на работу в Phibro Energy. Работал финансовым аналитиком в первом российско-американском совместном предприятии по добыче нефти «Белые ночи», расположенном в Радужном, Сибирь. После ухода из Phibro Рапопорт остался в России, работая в сфере корпоративных финансов, брокерских и инвестиционно-банковских услуг. Занимал руководящие должности в нескольких российских финансовых учреждениях и совершал различные трансграничные сделки, представляя интересы российских компаний и различных международных институциональных инвесторов.
В 1993—1994 годах занимался корпоративным и проектным финансированием в швейцарской компании Marc Rich & Co. на должности менеджера по проектам в лондонском офисе.
В 1994—1995 годах был директором по инвестициям в частном инвестиционном бутике Terasco Inc. (Москва).
В 1995 году работал вице-президентом компании «Ренессанс Капитал» (Москва).
В том же году Рапопорт присоединился к Группе ЦентрИнвест, в 1999 году был назначен управляющим директором CentreInvest Securities в Нью-Йорке. С 2003 года работал исполнительным директором и главой брокерского бизнеса в Москве в CentreInvest Securities, брокерской компании, специализирующейся на акциях средней капитализации.

## Юридические проблемы
В 2008 году, когда Рапопорт находился в Москве, Комиссия по ценным бумагам и биржам обвинила его в нарушении статьи 15(а) Закона о ценных бумагах и биржах от 1934 года. Комиссия заявила, что предполагаемое нарушение произошло, когда он был управляющим директором «ЦентрИнвест Секьюритиз» (Москва) и косвенно курировал деятельность «ЦентрИнвест Инк.» в Нью-Йорке. Не имея возможности вручить Рапопорту должное уведомление в его московском офисе, SEC в 2009 году вынесла заочное решение. Узнав о заочном решении, Рапопорт в ответ подал ходатайство в соответствии с правилом биржи 155 (b) об отмене заочного решения. После нескольких судебных решений в 2012 году окружной суд округа Колумбия под председательством судьи Дэвида Сентелла единогласно удовлетворил ходатайство Рапопорта об освобождении, сославшись на неспособность SEC последовательно применять собственное правило.

## Переезд в США и Украину
В июне 2012 года Рапопорт вернулся в США. Сообщалось, что он покинул Россию в значительной степени из-за своей поддержки российской демократической оппозиции, особенно из-за его поддержки Алексея Навального, самого громкого критика путинского режима.
До 2016 года Рапопорт проживал в Вашингтоне, округ Колумбия, и руководил ТОО «Rapoport Capital». В октябре 2016 года переехал в Киев, Украина.
В январе 2017 года New York Times сообщила, что Рапопорт продал свой дом в Вашингтоне, округ Колумбия, который в дальнейшем будет служить резиденцией Иванки Трамп и её семьи.

## Смерть
Вечером 14 августа 2022 года тело Рапопорта было найдено у дома 2400, 9-этажном высотном роскошном жилом доме, на улице M Стрит в Вашингтоне  в районе Вест-Энд. По данным Департамента столичной полиции округа Колумбия не было каких-либо подозрений и первоначально смерть Дэна Рапопорта рассматривалась как самоубийство. Полиция  сообщила, что ожиданиет заключения судмедэксперта, что может занять до 90 дней. «Я считаю обстоятельства его смерти крайне подозрительны», — заявил Билл Браудер. «Всякий раз, когда кто-то, кто негативно относился к режиму Путина, подозрительно умирает, следует сначала исключить нечестную игру, а не заведомо исключать её». Дэвид Сэттер сказал об этом деле: «Ничего не сходится… все, что мы знаем, очень, очень странно». Фиона Хилл оставаясь настороженной, сообщила  журналу Politico, что по её мнению: «Не каждая необъяснимая смерть в России — это обязательно убийство кого-то КГБ или ГРУ».. Жена Рапопорта отрицает, что смерть её мужа могла быть результатом самоубийства. Илья Пономарев сообщил, что Рапопорт показался ему подавленным, но он не был склонен к самоубийству. Друг Рапопорта, живущий в Вашингтоне, Юрий Сомов, считает, что версия самоубийства вполне правдоподобна. По словам Сомова, Рапопорт сообщил ему, что он пережил «очень трудные три месяца», на что Сомов заметил: «В частности, такие его слова говорят о многом. Это более чем примечательно, это очень необычно».
16 ноября 2022 года Главная судмедэкспертиза округа Колумбия подтвердила, что Рапопорт скончался в результате падения с высоты, но не объяснила окончательно обстоятельства, приведшие к его смерти. В столичном управлении полиции округа Колумбия сообщило Радио «Свобода», что они завершили расследование, но не предоставили никаких объяснений по поводу смерти.
По словам его супруги Елены Рапопорт, причина смерти пока неизвестна, ведётся расследование.